# Mezquitic
Mezquitic est un village et une municipalité de l'État de Jalisco au Mexique.
La municipalité a 19 452 habitants en 2015.

## Géographie
La municipalité est située à 1 380 m d'altitude au nord de l'État de Jalisco. Elle est à la limite des États de Nayarit et de Zacatecas et à environ 320 km de Guadalajara par la route.
| (État de Zacatecas) | Huejuquilla el Alto | (État de Zacatecas) |
| (État de Nayarit)   | Mezquitic           |                     |
|                     | Bolaños             | Villa Guerrero      |

La plus grande partie de la municipalité a un relief accidenté et montagneux entrecoupé de plateaux et de vallées. On y trouve à différentes altitudes 176 500 ha de forêts de chênes et de pins, cèdres, flamboyants, figuiers de Barbarie, cactées, acacias, mezquites, etc. ainsi que des arbres fruitiers tels que le pitaya et le sapotillier. Les forêts sont exploitées pour le bois et le charbon de bois.
La faune comprend des espèces telles que cerf, lapin, blaireau, raton laveur, écureuil, mouffette, tigrillo, coyote, dindon, buse grise, urubu noir, moineau, moqueur, serpent à sonnette, scorpions et araignées.
La municipalité appartient au bassin hydrographique « Lerma-Chapala-Santiago » qui rejoint l'océan Pacifique dans l'État du Nayarit. Le río Mezquitic (en) traverse Mezquitic et la partie orientale de la municipalité ; c'est un sous-affluent du río Grande de Santiago par le río Bolaños (en). Quant au río Atengo (en), qui traverse l'ouest de la municipalité, c'est un sous-affluent du río Grande de Santiago par le río de Huaynamota (en).
La température moyenne annuelle est de 19 °C. Les vents dominants viennent du sud-ouest. Les précipitations annuelles moyennes font 488,4 mm. Il pleut principalement de juin à octobre. Il y a 3 jours de gel par an en moyenne.

## Histoire
Le nom de Mezquitic vient du nahuatl mízquitl ític qui signifie « entre les mezquites ».

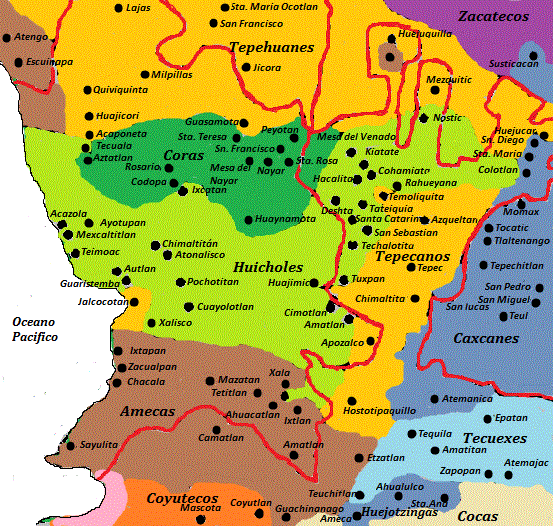
En vert pale : extension du peuple huichol à l'époque préhispanique dans l'actuel État de Nayarit et le nord du Jalisco.

Le territoire de la municipalité est habité à l'époque préhispanique par des populations chichimèques — Coras, Huichols et Zacatecas (es) — et dépend de la seigneurie de Colotlán. Les Espagnols conquièrent la région en 1548. Ils y déplacent cent familles tlaxcaltèques pendant les années suivantes.
Les archives paroissiales de Mezquitic remontent au 26 novembre 1667. L'église paroissiale actuelle est édifiée aux XVIIIe et XIXe siècles.
Au XIXe siècle, Mezquitic fait partie du 8e canton de Colotlán puis de la municipalité de Huejuquilla el Alto. Elle acquiert le statut de ville en 1872 et, en 1880 au plus tard, le statut de municipalité.
Au XXe siècle, en 1927, Mezquitic est incendiée pendant la guerre des Cristeros.
En 2010, la municipalité compte 18 084 habitants dont 77% de Huichols, pour une superficie de 3 151,06 km2. L'ensemble de la population est rurale et se répartit dans plus de 400 localités. Les localités les plus importantes sont le chef-lieu Mezquitic, San Andrés Cohamiata et San Miguel Huaixtita avec 2 298, 1 317 et 539 habitants en 2010 respectivement.
Au recensement de 2015, la population de la municipalité passe à 19 452 habitants.

## Culture huichol
Dans la municipalité, les Huichols vivent notamment dans les communautés de San Sebastián Teponahuaxtlán, San Andrés Cohamiata et Santa Catarina Cuexcomatitlán. Les communautés huichols disposent d'institutions traditionnelles autonomes[réf. souhaitée]. Les Huichols se désignent eux-mêmes comme Wixárika en wixaritari waniuki (huichol)[réf. souhaitée].
Les costumes huichol sont spécifiques à la région. Les femmes portent un rikuri (tissu brodé) et un quechquémetl (chemise et jupe brodées). Les hommes portent également des chemises et pantalons brodés, ils se couvrent les épaules d'un carré brodé fini par une bande rouge et portent des chapeaux en feuilles de palmes ornés de rubans et de pompons. La tenue est complétée par une ceinture brodée aux motifs variés, des poches brodées de couleurs vives suspendues à la ceinture ou un sac à dos, une écharpe colorée, des huaraches en cuir d'un type spécial et une couverture brodée.
Le plat huichol appelé huachales est une préparation à base de maïs et de citrouille séchée.
Parmi les sucreries et les boissons huichols, on peut citer les bonbons arépa, le pain sans levain, les guimauves, le chocolat, le thé d'écorce et la tequila coupée de cola.
Outre les huaraches et les textiles brodés, les artisans huichol produisent des bijoux, des figurines en bois ornées de perles, des objets en cuir, etc.

Artisanat huichol
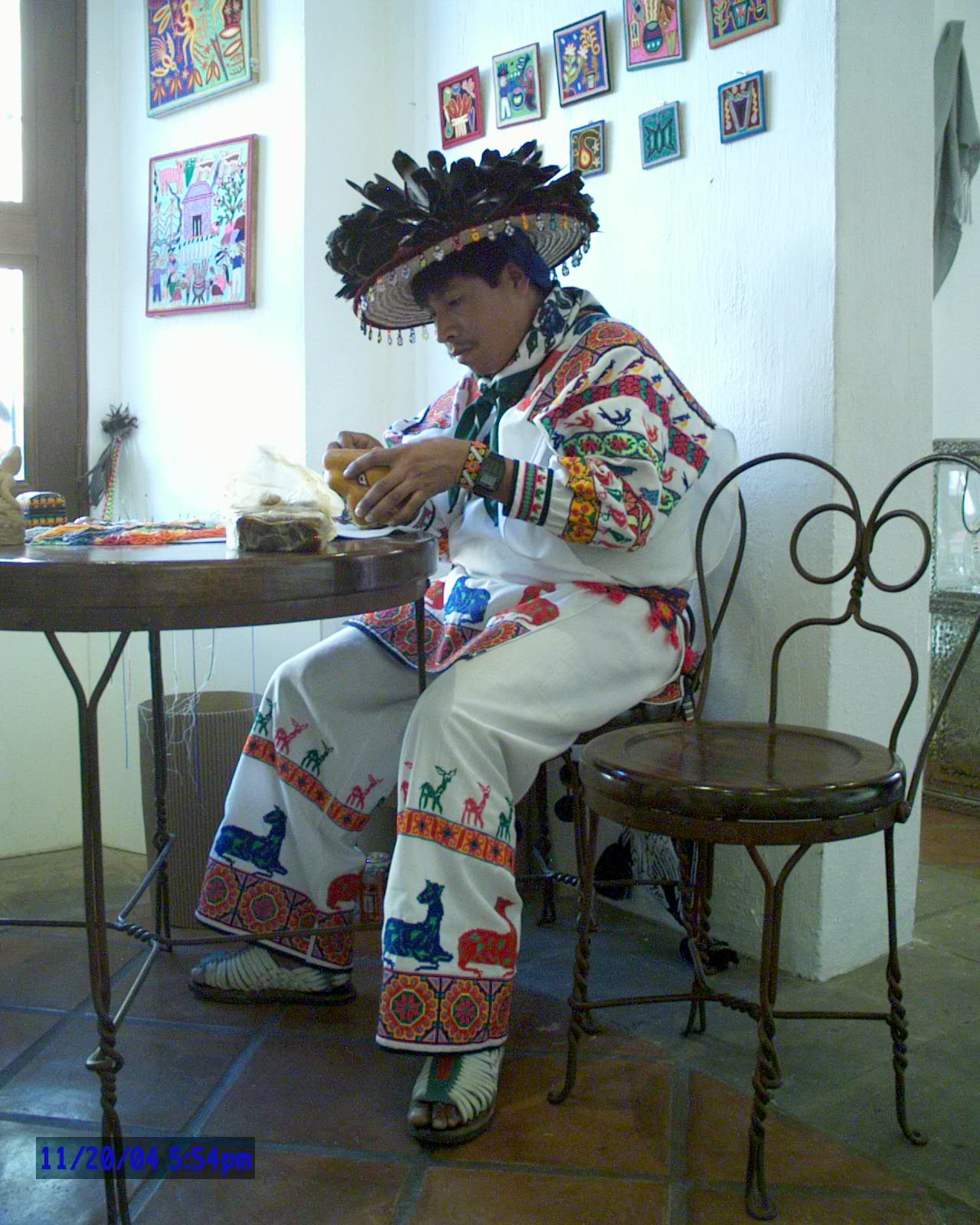
Artisan huichol.
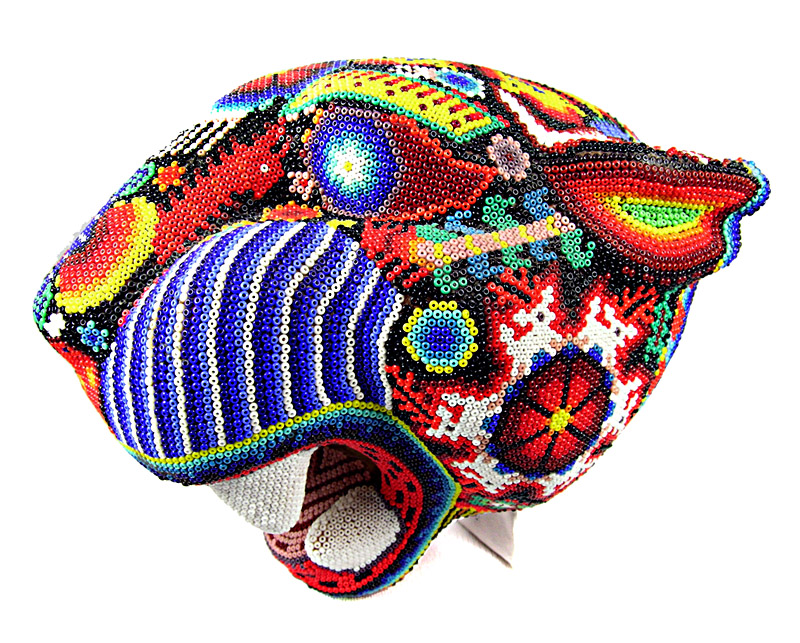
Tête de jaguar en perles.
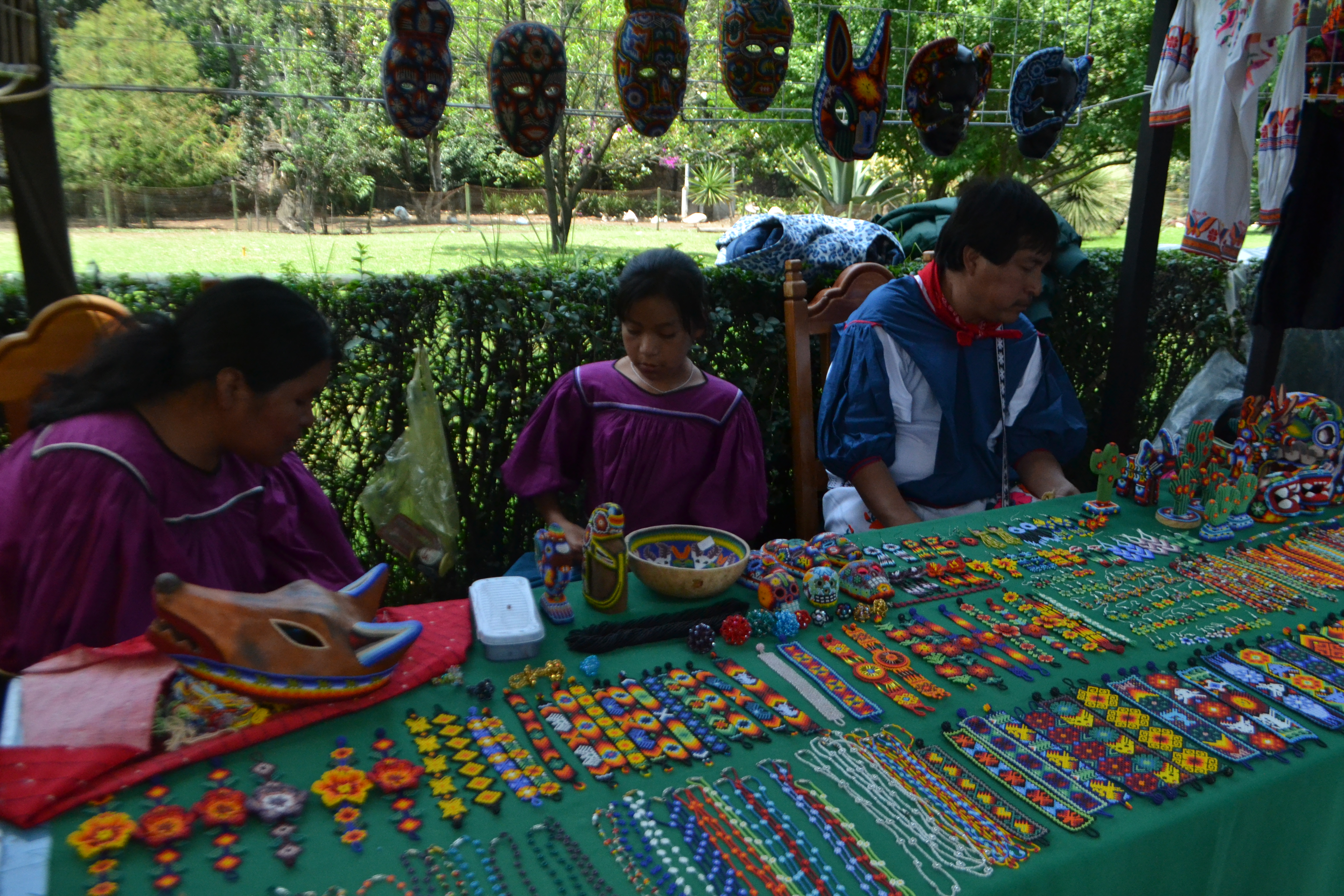
Objets proposés à la vente.
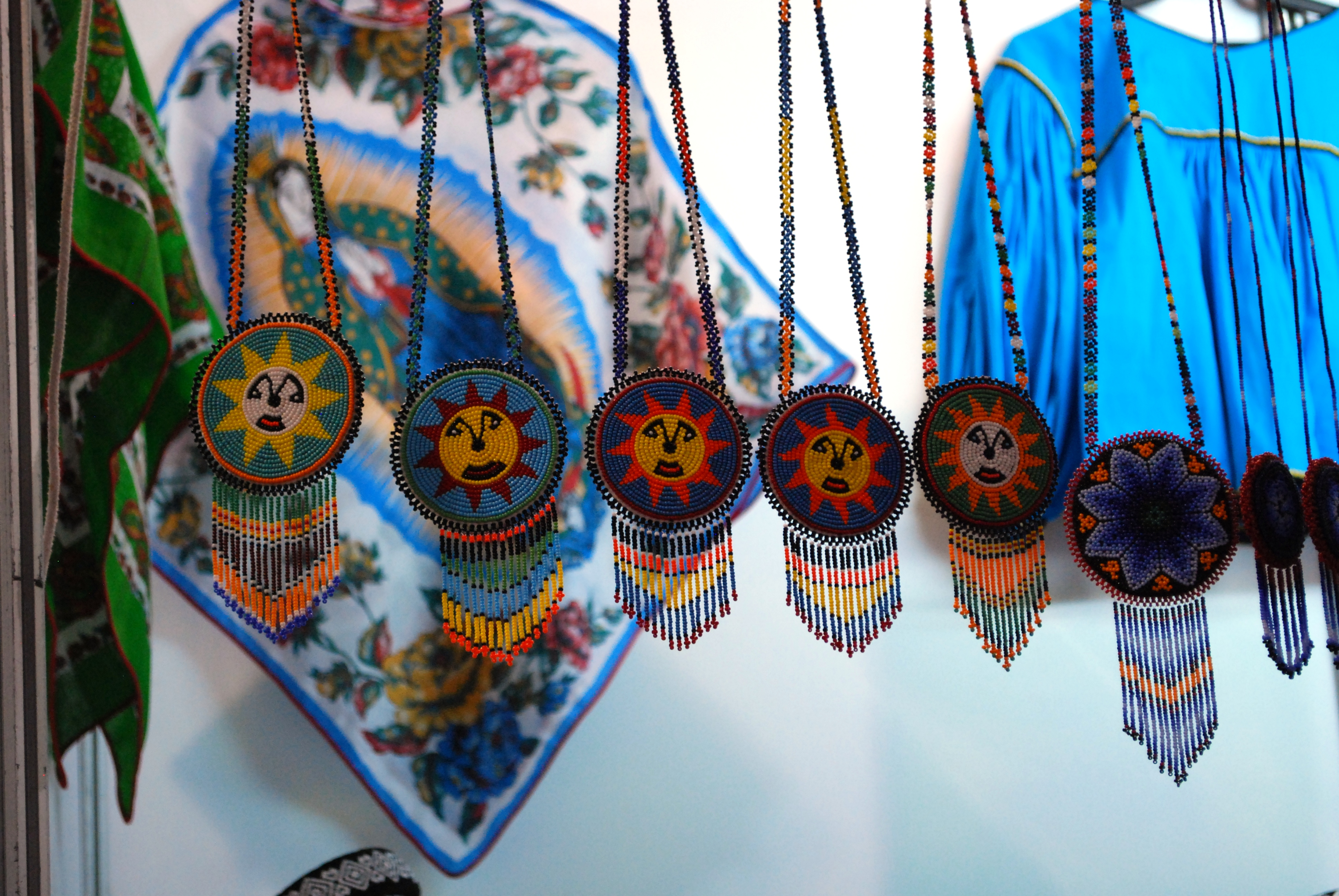
Broderies et pendentifs.

## Autres points d'intérêt
Lieux à voir dans la municipalité  :
- les pétroglyphes de la Mesa del Venado ;
- les paysages de montagnes et de forêts de San Andrés Cohamiata ;
- le point du vue sur la vallée encaissée du río Mezquitic et sur les montagnes huicholes.

Principales festivités :
- fête de saint Jean Baptiste, patron de la ville, le 24 juin ;
- fête de la Vierge de Guadalupe le 12 décembre ;
- foire annuelle du 25 au 31 décembre ;
- célébrations Fiestas del Tambor y del Esquite dans les centres cérémoniels huichols selon le calendrier lié au cycle de croissance du maïs.